# Nebaliopsis typica
Nebaliopsis typica är en kräftdjursart som beskrevs av Georg Ossian Sars 1887. Nebaliopsis typica ingår i släktet Nebaliopsis och familjen Nebaliopsididae. Inga underarter finns listade i Catalogue of Life.